# EDN2
EDN2 (англ. Endothelin 2) – білок, який кодується однойменним геном, розташованим у людей на короткому плечі 1-ї хромосоми.  Довжина поліпептидного ланцюга білка становить 178 амінокислот, а молекулярна маса — 19 960.
| 10         |  | 20         |  | 30         |  | 40         |  | 50         |
| ---------- |  | ---------- |  | ---------- |  | ---------- |  | ---------- |
| MVSVPTTWCS |  | VALALLVALH |  | EGKGQAAATL |  | EQPASSSHAQ |  | GTHLRLRRCS |
| CSSWLDKECV |  | YFCHLDIIWV |  | NTPEQTAPYG |  | LGNPPRRRRR |  | SLPRRCQCSS |
| ARDPACATFC |  | LRRPWTEAGA |  | VPSRKSPADV |  | FQTGKTGATT |  | GELLQRLRDI |
| STVKSLFAKR |  | QQEAMREPRS |  | THSRWRKR   |  |            |  |            |

A: Аланін

C: Цистеїн

D: Аспарагінова кислота

E: Глутамінова кислота

F: Фенілаланін

G: Гліцин

H: Гістидин

I: Ізолейцин

K: Лізин

L: Лейцин

M: Метіонін

N: Аспарагін

P: Пролін

Q: Глутамін

R: Аргінін

S: Серин

T: Треонін

V: Валін

W: Триптофан

Кодований геном білок за функціями належить до вазоактивних білків, вазоконстрикторів. 
Задіяний у такому біологічному процесі як поліморфізм. 
Секретований назовні.